# 2587 Gardner
2587 Gardner è un asteroide della fascia principale. Scoperto nel 1980, presenta un'orbita caratterizzata da un semiasse maggiore pari a 3,1646146 UA e da un'eccentricità di 0,1570911, inclinata di 2,63283° rispetto all'eclittica.